# Lisa Kudrow
Lisa Valerie Kudrow-Stern  (ur. 30 lipca 1963 w Los Angeles) – amerykańska aktorka filmowa i telewizyjna.

## Życiorys
Lisa Valerie Kudrow-Stern (niektóre źródła podają nazwisko rodowe jako Elizabeth V. Kudrow) urodziła się w Encino, dzielnicy Los Angeles, jako córka Nedry Kudrow, pracownicy biura podróży, oraz Lee Kudrow, lekarza. Jej przodkowie wyemigrowali do USA z Białorusi. Mieszkali we wsi Ilia w pobliżu Mińska. Jej prababka była ofiarą Holocaustu. Kudrow wychowywała się w średnio zamożnej rodzinie żydowskiej. Ma dwoje starszego rodzeństwa – siostrę Helene Marla (ur. 1960) oraz brata Davida (ur. 1957). W 1979 roku, w wieku 16 lat, poddała się operacji korekcji (pomniejszenia) nosa. Jej wujem jest kompozytor Harold Farberman (ur. 1929). Uczęszczała do Portola Middle School w Tarzanie w Kalifornii; jest absolwentką Taft High School w Woodland Hills w Kalifornii. Skończyła Vassar College i ma wykształcenie o stopniu technicznym z biologii. Przez osiem lat pracowała u swojego ojca i próbowała swoich sił jako aktorka nieprofesjonalna.

### Kariera
Za namową Jona Lovitza, przyjaciela z dzieciństwa jej brata, rozpoczęła karierę komediantki, udzielając się w kalifornijskim teatrze komedii The Groundlings, którego członkami byli także Will Ferrell i Julia Sweeney. Następnie wstąpiła do teatru improwizowanego Unexpected Company, wraz z reżyserem Timem Hillmanem oraz komikiem Conanem O’Brienem. Była również jedynym żeńskim stałym członkiem teatru Transformers Comedy Troupe. W 1989 roku, po mało istotnych rolach w trzech filmach fabularnych, wystąpiła gościnnie jako Emily w sitcomie stacji NBC Zdrówko (Cheers). Próbowała dostać się do Saturday Night Live, lecz rolę otrzymała ostatecznie jej partnerka z The Groundlings, Julia Sweeney. Jako Kathy Fleisher wystąpiła w trzech odcinkach pierwszego sezonu sitcomu stacji CBS Bob (1993), którego gwiazdorem był Bob Newhart. Zanim zrewolucjonizowała telewizję swoją rolą w Przyjaciołach, wystąpiła w dwóch pilotażowych odcinkach seriali telewizyjnych: Just Temporary stacji NBC (1989) oraz Close Encounters CBS-u (1990).
Została wytypowana do roli Roz Doyle w sitcomie NBC Frasier, lecz ostatecznie, podczas kręcenia pilota serialu, do tej roli zaangażowano aktorkę Peri Gilpin. Jeden z członków ekipy realizacyjnej Frasiera pracował następnie przy Przyjaciołach i zasugerował Lisie, by pojawiła się na castingu do serialu. Jej pierwszą stale powracającą rolą była postać ekscentrycznej kelnerki Ursuli Buffay w serialu komediowym NBC Szaleję za tobą (Mad About You, 1992–1995). Postać wystąpiła następnie w serialu Przyjaciele (Friends) jako siostra-bliźniaczka Phoebe. Dzięki tej roli, od 1994 do 2004 roku na antenie NBC Lisa wcielała się w postać Phoebe Buffay. Kreacja uczyniła z niej gwiazdę telewizji i przyniosła w 1998 roku nagrodę Emmy Award dla „najlepszej aktorki drugoplanowej w serialu komediowym” oraz uprzednio dwie nominacje w tej kategorii. Kudrow była pierwszą aktorką wśród obsady serialu, która zdobyła nagrodę Emmy, a także uzyskała najwięcej wyróżnień – sześć nominacji. Według Księgi rekordów Guinnessa (2005), Lisa oraz Jennifer Aniston i Courteney Cox zostały najlepiej opłacanymi aktorkami telewizyjnymi, zarabiając milion dolarów za jeden odcinek dziesiątego sezonu Przyjaciół.

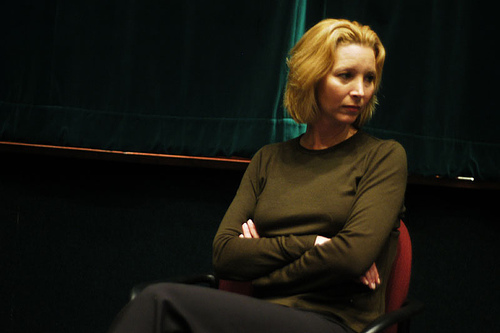
Lisa Kudrow podczas wizyty w Vassar College (2004)

Wystąpiła w dobrze przyjętych komediowych filmach kinowych: jako Michele Weinberger w Romy i Michele na zjeździe absolwentów (Romy and Michele’s High School Reunion, 1997), jako Laura MacNamara w Depresji gangstera (Analyze This, 1999), w jej sequelu Nawrót depresji gangstera (Analyze That, 2002) jako Laura Sobel, a także w roli Maddy w filmie Gorąca linia (Hanging Up, 2000). Inne komedie z udziałem Lisy to Marci X (2003; porażka artystyczno-komercyjna), w której wystąpiła w roli tytułowej, oraz dwa docenione przez krytykę filmy o tematyce LGBT wyreżyserowane przez Dona Roosa: Wojna płci (The Opposite of Sex, 1998) i Szczęśliwe zakończenia (Happy Endings, 2005). Za rolę Lucii De Lury w Wojnie płci była w 1999 roku nominowana do nagrody American Comedy Award w kategorii „najzabawniejsza aktorka drugoplanowa w filmie kinowym”. Wcieliła się także w postać Sharon Holmes w dramacie biograficznym Wonderland (2003), snującym historię życia Johna Holmesa (1944–1988) – amerykańskiego aktora filmów pornograficznych. W 2007 roku wystąpiła w jednej z głównych ról w filmie Błękitek (Kabluey). Współpracowała z takimi artystami, jak Meg Ryan, Diane Keaton, Christina Ricci, Walter Matthau, Robert De Niro czy Billy Crystal. Jest także aktorką dubbingową.
W 2005 roku, po zakończeniu emisji Przyjaciół, sukcesywnie kontynuowała pracę na szklanym ekranie, wcielając się w postać Valerie Cherish w serialu HBO Wielki powrót (The Comeback). Serial uplasował się na siedemdziesiątym dziewiątym miejscu zestawienia „klasyków współczesnej telewizji” według magazynu Entertainment Weekly. To samo czasopismo umieściło produkcję na liście dziesięciu najlepszych seriali telewizyjnych dekady 2000−2009. Kudrow była współtwórczynią serialu, współscenarzystką oraz producentką wykonawczą. Za swoją rolę w Wielkim powrocie była nominowana do Emmy Award jako najlepsza aktorka w serialu komediowym. Od 2008 Kudrow występuje jako Fiona Wallice w serialu internetowym Web Therapy. Serial zdobył nagrody i wyróżnienia na takich galach jak Webby Award, Banff World Media Festival i Streamy Awards. W latach 2011–2013, przez trzy sezony, telewizyjny odpowiednik Web Therapy emitowała stacja Showtime.

## Życie prywatne
Zanim przeniosła się do Nowego Jorku, spotykała się z Conanem O’Brienem. Od 27 maja 1995 roku jest żoną Michaela Sterna, francuskiego twórcy reklam. Lisa i Michael mają syna, Juliana Murraya (ur. 1998), i mieszkają nieopodal Beverly Hills. Ciąża Lisy została wykorzystana w wątku porodu Phoebe w Przyjaciołach. Aktorka mówi biegle po francusku.

## Filmografia

### aktorka
- 1989: L.A. on $5 a Day jako czarodziejka
- 1990: To the Moon, Alice jako przyjaciółka Perky Girl
- 1991: Nienarodzony (The Unborn) jako Louisa
- 1991: Morderstwo na wysokości (Murder in High Places)
- 1991: Dance with Death
- 1992: Bob jako Kathy Fleisher
- 1992: W pętli namiętności (In the Heat of Passion)
- 1994: In the Heat of Passion II: Unfaithful jako Teller
- 1994–2004: Przyjaciele (Friends) jako Phoebe Buffay/Ursula Buffay
- 1995: Problemy chodzą parami (The Crazysitter) jako Adrian Wexler-Jones
- 1996: Mamuśka (Mother) jako Linda
- 1997: Clockwatchers jako Paula
- 1997: Romy i Michele na zjeździe absolwentów (Romy and Michele’s High School Reunion) jako Michele Weinberger
- 1997: Hacks jako Czytająca kobieta
- 1998: Wojna płci (The Opposite of Sex) jako Lucia DeLury
- 1998–1999: Herkules (Hercules) jako Afrodyta (głos)
- 1999: Depresja gangstera (Analyze This) jako Laura MacNamara
- 2000: Gorąca linia (Hanging Up) jako Maddy Moell
- 2000: Numer stulecia (Lucky Numbers) jako Crystal
- 2001: All Over the Guy jako Marie
- 2001: Dr Dolittle 2 (Dr. Dolittle 2) jako głos niedźwiedzicy Avy
- 2002: Szczekać na świat (Bark) jako dr Darla Portnoy
- 2002: Nawrót depresji gangstera (Analyze That) jako Laura Sobel
- 2003: Wonderland jako Sharon Holmes
- 2003: Marci X jako Marci Field
- 2005: Wielki powrót (The Comeback) jako Valerie Cherish
- 2005: Szczęśliwe zakończenia (Happy Endings) jako Miriam Mamie Toll
- 2007: Błękitek (Kabluey) jako Leslie
- 2007: P.S. Kocham cię (P.S. I Love You) jako Denise
- 2008–2013: Web Therapy (serial internetowy) jako dr Fiona Wallice
- 2009: Błękitny deszcz (Blue Powder) jako Sally
- 2009: Hotel dla psów (Hotel for Dogs) jako Lois Scudder
- 2009: Papierowy bohater (Paper Man ) jako Claire Dunn
- 2009: Bandslam jako Karen Burton
- 2010: Łatwa dziewczyna (Easy A) jako pani Griffith
- 2011–2013: Terapia w sieci (serial telewizyjny) jako dr Fiona Wallice
- 2018: Grace i Frankie (serial telewizyjny) jako Sheree
- 2024: Bandyci czasu (Time Bandits, serial telewizyjny) jako Penelope

#### Występy gościnne
- 1989: Zdrówko (Cheers) jako Emily
- 1990: Newhart jako Sada
- 1998: Simpsonowie (The Simpsons) jako Alex Whitney (głos)
- 1990: Dzień za dniem (Life Goes On) jako Stella
- 1993, 1994: Świat pana trenera (Coach) jako Lauren i jako pielęgniarka Alice
- 1992–1999: Szaleję za tobą (Mad About You) jako Ursula
- 1993: Flying Blind jako Amy
- 1996: Hope & Gloria jako Phoebe Buffay
- 2006: American Dad! jako Duch Dawnych Wigilii Bożego Narodzenia (głos)
- 2010: Cougar Town: Miasto kocic (Cougar Town) jako dr Amy Evans

#### Występy niewymienione w czołówce
- 1990: Odruch (Impulse)

### Producentka wykonawcza
- 2003: Picking Up and Dropping Off
- 2005: Wielki powrót (The Comeback)
- 2008–2013: Web Therapy (serial internetowy)
- 2011–2013: Terapia w sieci (serial telewizyjny)

### Scenarzystka
- 2005: Wielki powrót (The Comeback)
- 2008–2013: Web Therapy (serial internetowy)
- 2011–2013: Terapia w sieci (serial telewizyjny)